# Tempestades na Europa em 2022
Em 18 de agosto de 2022, um violento derecho atingiu a ilha francesa da Córsega, norte da Itália e Áustria. 13 pessoas foram mortas com dezenas de pessoas feridas.

## Impacto

### Córsega
Na Córsega, pelo menos 5 pessoas morreram e 20 ficaram feridas. Ventos de até 222 km/h (137 mph) foram relatados em toda a Córsega.

### Itália
Na Itália, pelo menos 2 pessoas foram mortas pela queda de árvores. A torre do relógio da Basílica de São Marcos em Veneza foi danificada. Pelo menos 41 pessoas ficaram feridas na Toscana. Em todo o país, pelo menos 75 lesões foram relatadas.

### Áustria
Na Áustria, pelo menos 5 pessoas morreram e 14 ficaram feridas, principalmente pela queda de árvores.

### Eslovênia
Na Eslovênia, pelo menos quatro pessoas ficaram feridas.